# Anchistrotus obfuscata
Anchistrotus obfuscata är en insektsart som beskrevs av Buckton. Anchistrotus obfuscata ingår i släktet Anchistrotus och familjen hornstritar. Inga underarter finns listade i Catalogue of Life.